# Zonites nikariae
Zonites nikariae is een slakkensoort uit de familie van de Zonitidae. De wetenschappelijke naam van de soort is voor het eerst geldig gepubliceerd in 1930 door Pfeffer.